# Understreckare
Understreckare är en layoutteknisk term från dagstidningsområdet, syftande på en text nederst på sidan, vars innehåll skiljer sig från det övriga materialet, och som är avgränsad från den ovanstående texten med ett streck.
Ett känt exempel är Svenska Dagbladets essäistiska "Under strecket", en daglig serie sedan år 1918, som innehåller texter som är längre och mer djuplodande än det övriga kulturmaterialet. Efter att tidningen övergått till tabloidformat utgör den numera en helsida. Ett urval gamla understreckare har tillgängliggjorts digitalt.